# Robby Müller
Robby Müller (Willemstad, 4 de abril de 1940 – Amsterdão, 4 de julho de 2018) foi um cineasta holandês, parceiro de trabalho nos filmes dos cineastas Wim Wenders e Jim Jarmusch.

## Carreira
Além dos filmes com Wim Wenders, Robby contribuiu com produções americanas e filmes independentes.
Ele faleceu em 4 de julho de 2018, aos 78 anos.